# 斯卡法
斯卡法（義大利語：Scafa），是意大利佩斯卡拉省的一个市镇。总面积10.09平方公里，人口3916人，人口密度388.1人/平方公里（2009年）。ISTAT代码为068039。